# Waupaca
Waupaca é uma cidade localizada no estado norte-americano de Wisconsin, no Condado de Waupaca.

## Demografia
Segundo o censo norte-americano de 2000, a sua população era de 5676 habitantes.
Em 2006, foi estimada uma população de 5820, um aumento de 144 (2.5%).

## Geografia
De acordo com o United States Census Bureau tem uma área de
15,9 km², dos quais 15,5 km² cobertos por terra e 0,4 km² cobertos por água. Waupaca localiza-se a aproximadamente 257 m acima do nível do mar.

## Localidades na vizinhança
O diagrama seguinte representa as localidades num raio de 20 km ao redor de Waupaca.